# Norellisoma insulare
Norellisoma insulare är en tvåvingeart som beskrevs av Ozerov 1993. Norellisoma insulare ingår i släktet Norellisoma och familjen kolvflugor. Inga underarter finns listade i Catalogue of Life.